# Cinturó d'asteroides
| Sol Asteroides trojans de Júpiter Òrbites dels planetes | Cinturó d'asteroides Grup de Hilda (Hildes) NEO (mostra) |

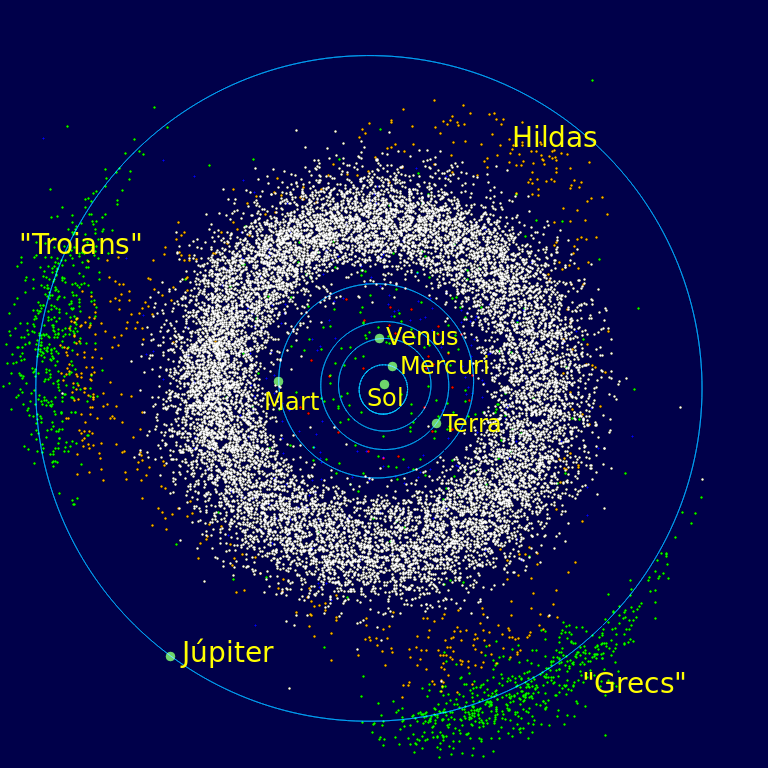
Asteroides del sistema solar interior i Júpiter, amb el cinturó entre les òrbites de Mart i de Júpiter.

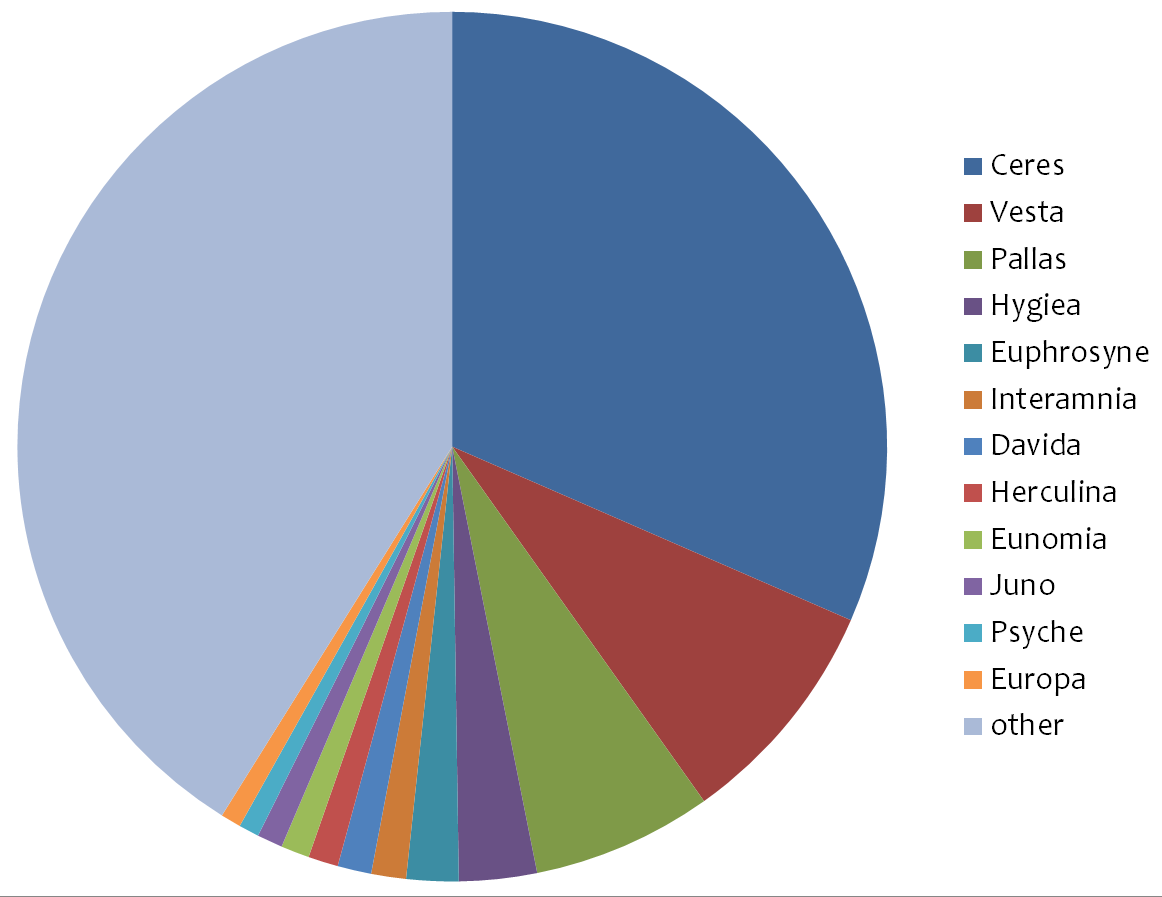
Masses relatives dels dotze asteroides més grossos que es coneixen en comparació amb la massa total dels altres asteroides que formen el cinturó d'asteroides.

El cinturó d'asteroides és la regió del sistema solar que es troba aproximadament entre les òrbites dels planetes Mart i Júpiter. Està ocupat per nombrosos cossos de forma irregular anomenats asteroides o planetes menors. La regió del cinturó d'asteroides també s'anomena el cinturó principal d'asteroides o el cinturó principal, perquè hi ha altres asteroides al sistema solar com els asteroides propers a la Terra i asteroides troians.
Més de la meitat de la massa del cinturó principal es troba als quatre objectes més grossos: Ceres, (4) Vesta, (2) Pal·les i (10) Higiea. Aquests tenen diàmetres mitjans de més de 400 km, mentre que Ceres fa 950 km de diàmetre. La resta de cossos poden arribar a tenir les dimensions d'una partícula de pols. El material d'asteroides està distribuït tan poc densament que diverses sondes no tripulades l'han travessat sense entrebancs. Tot i això, poden ocórrer col·lisions entre asteroides grossos, i poden formar una família d'asteroides els membres de la qual comparteixen característiques orbitals i composició. Les col·lisions també creen una pols fina, que forma principalment la llum zodiacal. Els asteroides individuals del cinturó principal es categoritzen pel seu espectre, dividint-se principalment en tres grups: de carboni (tipus C), silicats (tipus S) i rics en metalls (tipus M).
El cinturó d'asteroides es va formar a partir de la nebulosa solar primordial com a grup de planetesimals, els precursors dels planetes. Entre Mart i Júpiter, tanmateix, les pertorbacions gravitacionals del planeta gegant van imbuir massa energia orbital per poder acretar en planeta. Les col·lisions van esdevenir massa violentes, i, en lloc d'enganxar-se els uns als altres, els planetesimals s'esmicolaven encara més. Com a resultat, s'ha perdut la major part de la massa del cinturó principal des de la formació del sistema solar. Alguns fragments poden arribar al sistema solar interior, provocant impactes de meteorits als planetes terrestres.
Altres regions de cossos petits del sistema solar inclouen els centaures, el cinturó de Kuiper, el disc dispers, i el núvol d'Oort.

## Vestigis del passat
Entre Mart i Júpiter es troba el que els astrònoms denominen el cinturó d'asteroides. Es tracta d'una espècie d'anell planetari format per un gran nombre de petits planetes. El més gros, Ceres, és una esfera desigual de 952,4 quilòmetres de diàmetre, i els més petits són restes de contorns irregulars, de la grandària de pilotes i còdols.
El terme anell, emprat aquí per descriure el cinturó d'asteroides, no ha de fer-nos creure que es tracta d'un medi molt dens en el qual les roques de l'espai col·lideixen sovint. De mitjana, cada asteroide important està separat del seu veí per una distància de cinc milions de quilòmetres. I encara que es produeixen col·lisions, aquestes es produeixen de mitjana (en els asteroides importants) cada 100.000 anys.
El cinturó d'asteroides correspon a una zona del sistema solar situada entre 2 i 4 ua, en la qual no ha pogut formar-se cap planeta a causa de les pertorbacions causades per Júpiter. Per aquest motiu, els astrònoms pensen que bona part d'aquests cossos daten dels primers temps del sistema solar, és a dir, d'una època en la qual els planetes no existien. Fa més de 4,5 miliards d'anys (4500 milions) només giraven al voltant del Sol petits blocs. A més de 3 unitats astrònomiques, aquests cossos estaven fets de roca però sobretot de gel, l'existència del qual era possible gràcies a temperatures suficientment baixes. A menys de 3 unitats astronòmiques, els gels no podrien sobreviure i únicament els silicats es van reagrupar per crear petits planetoides. Així van néixer els asteroides. La majoria van ser atrets per cossos amb major massa: els planetes en formació. Aquests van exercir el paper de gegantescs aspiradors que van netejar l'espai d'asteroides, excepte Mart i Júpiter. Per aquesta raó, una part d'aquestes roques espacials constitueixen vestigis capaços de donar testimoniatge de les condicions regnants en els voltants del Sol fa 4,5 miliards d'anys.
No obstant això, no tots els asteroides són cossos tan primitius. Els astrònoms han detectat diferències en la seva composició. Al voltant de 6 de cada 10 del tipus C daten probablement de la gènesi del sistema solar. Els altres són rocosos (tipus S) o metàl·lics (tipus M) i són el resultat de la fragmentació d'objectes més grossos, el diàmetre dels quals sobrepassaria els 200 quilòmetres. Aquesta és la grandària mínima a partir de com la calor interior generada per la mateixa gravetat de l'objecte és prou perquè es produeixi una diferenciació: en el magma, els elements pesants com els metalls es llisquen cap al centre per constituir el nucli, mentre que els elements lleugers, com les pedres, suren per formar el mantell. Quan, com a conseqüència d'una col·lisió, l'astre es fragmenta, els trossos del nucli produeixen asteroides de tipus M i els del mantell donen lloc a asteroides de tipus S. Alguns d'aquests petits planetes segueixen el seu propi camí, allunyant-se dels altres, fora del cinturó d'asteroides.
Desviats pels principals planetes, alguns creuen a vegades la Terra, com Eros, el més gros, un objecte en forma de «pilota de rugbi» de 14 x 14 x 40 quilòmetres, o (2101) Adonis, famós per haver fregat -en la ficció- el coet de Tintín. Fobos i Deimos, els dos satèl·lits de Mart, són asteroides capturats durant la seva escapada del cinturó principal. El mateix li pot haver succeït a Amaltea, un dels petits satèl·lits jovians.

## Història observacional

### Llei de Titius-Bode
| Planeta | Titius-Bode | Realitat |
| ------- | ----------- | -------- |
| Mercuri | 0,4         | 0,39     |
| Venus   | 0,7         | 0,72     |
| Terra   | 1           | 1        |
| Mart    | 1,6         | 1,52     |
| ?       | 2,8         | —        |
| Júpiter | 5,2         | 5,2      |
| Saturn  | 10          | 9,54     |
| Urà     | 19,6        | 19,2     |

En 1766, Johann Daniel Titius va descobrir un suposat patró en la distància dels planetes al Sol. Va observar que si a la seqüència numèrica: 0, 3, 6, 12, 24, 48... (començant per 0, seguint per 3 i doblant cada vegada la quantitat anterior) se suma quatre a cada xifra i es divideix per 10, dona com a resultat una bona aproximació de la distància dels diferents planetes al Sol, en unitats astronòmiques (UA): 0,4, 0,7, 1,0, 1,6, 2,8, 5,2.
En el 1768, l'astrònom Johann Elert Bode va fer referència a aquesta relació en un dels seus escrits, però no va acreditar a Titius fins al 1784, per la qual cosa molts autors s'hi van referir com a «Llei de Bode». Per aquesta raó en l'actualitat se la coneix com la llei de Titius-Bode. Aquest patró empíric predeia el semieix major dels sis planetes coneguts en aquell moment (Mercuri, Venus, Terra, Mart, Júpiter i Saturn), amb l'excepció que la sèrie predeia un planeta a una distància de 2,8 ua del Sol, corresponent a una zona entre l'òrbita de Mart i Júpiter, i no obstant això allí no se n'observava cap. Titius va declarar: «Però hauria deixat el Creador aquest espai buit? No, en absolut».
Quan William Herschel va descobrir Urà en 1781, la posició del planeta va coincidir gairebé perfectament amb la predita per aquesta llei (es trobava a 19,2 ua, davant de les 19,6 ua predita per la llei); això va portar als astrònoms a concloure que podia existir un planeta entre les òrbites de Mart i Júpiter. La següent taula mostra la distància real dels planetes al Sol en ua en comparació de la predita per la llei de Titius-Bode, per als planetes que es coneixien fins llavors:

### Ceres i la «policia celestial»

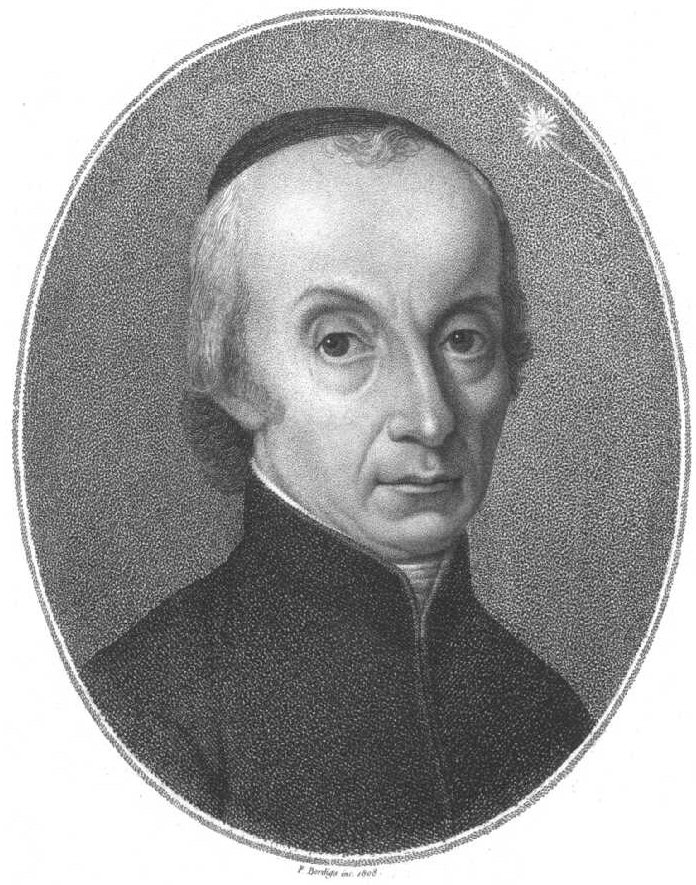
Giuseppe Piazzi, descobridor de Ceres, l'objecte més gros i massiu del cinturó d'asteroides.

L'astrònom Franz Xaver von Zach va començar en 1787 a buscar el planeta predit per la llei de Titius-Bode. No obstant això, es va adonar que per aconseguir-ho necessitaria l'ajuda d'altres astrònoms, i al setembre de 1800 von Zach va reunir a un grup de 24 observadors, els quals es van repartir la banda del zodíac en 24 parts, la qual cosa corresponia a 15° cadascun. Aquest grup es feia anomenar la «policia celestial» (Himmels Polizei), i entre els seus membres es trobaven astrònoms tan prestigiosos com William Herschel, Charles Messier, Johann Elert Bode, Barnaba Oriani i Heinrich Olbers.
La «policia celestial» va enviar una invitació perquè s'unís a la seva causa l'italià Giuseppe Piazzi, però abans que li arribés la invitació, Piazzi va descobrir el «planeta» buscat l'1 de gener de 1801, i el va anomenar Ceres en honor de la deessa romana de l'agricultura i patrona de Sicília. Piazzi, que no estava al corrent dels plans del grup d'astrònoms, tractava de fer observacions per completar el seu catàleg d'estels, quan va localitzar en la constel·lació de Taure un petit punt lluminós que no constava al catàleg. L'italià el va observar a la nit següent i es va trobar que s'havia desplaçat sobre el fons d'estrelles. Els dies subsegüents va continuar observant aquell minúscul punt de llum, i aviat es va convèncer que allò es tractava d'un nou objecte del sistema solar. En un primer moment, Piazzi va creure que es tractava d'un cometa, però l'absència de nebulositat al seu voltant i el seu moviment lent i uniforme el van convèncer que podria tractar-se d'un nou planeta. Ceres es trobava a 2,77 ua, gairebé exactament en la posició predita per la llei de Titius-Bode de 2,8 ua.

### Pal·les i el concepte d'asteroide
Quinze mesos després, el 28 de març de 1802, Heinrich Olbers va descobrir un segon objecte a la mateixa regió, el va anomenar Pal·les. El seu semieix major també coincidia amb la llei de Titius-Bode, actualment estimat en 2,78 ua, però la seva excentricitat i inclinació eren molt diferents a les de Ceres. Els astrònoms van quedar desconcertats; Ceres s'ajustava perfectament a les prediccions de la llei de Titius-Bode, però Pal·les també, i aquesta llei no permetia dos objectes a la mateixa regió.
Per no violar la llei de Titius-Bode, els astrònoms van començar a creure que els dos cossos que s'havien descobert eren en realitat fragments d'un planeta més gros que havia explotat o que s'havia esbocinat a causa d'impactes successius de cometes. El 6 de maig de 1802, i després d'estudiar la naturalesa i la grandària d'aquests dos nous objectes, William Herschel va proposar denominar «asteroides» Ceres i Pal·les, per la seva semblança amb les estrelles en observar-los. En paraules de l'astrònom:
| «                                                                                     | Com ni la denominació de planetes, ni la de cometes, pot aplicar-se a aquestes dues estrelles, hem de distingir-les per un nou nom... Semblen petites estrelles i difícilment se les distingeixen. Per la seva aparença asteroidal, si se'm permet aquesta expressió, suggereixo prendre aquest nom i anomenar-los "Asteroides". […] Els asteroides són cossos celestes, els quals es mouen en òrbites ja siguin d'excentricitat escassa o considerable al voltant del Sol, i la inclinació del qual sobre l'eclíptica pot ser de qualsevol angle. El seu moviment pot ser directe o retrògrad; i poden tenir o no atmosferes, petites comes, discos o nuclis. | » |
| — William Herschel, Observations on the Two Lately Discovered Celestial Bodies, 1802. | |   |

Així, Herschel pretenia englobar-los dins d'una nova classe d'objectes del sistema solar, perquè no violessin la llei de Titius-Bode per als planetes. La definició és ambigua intencionadament, perquè, en paraules de Herschel, sigui «suficientment àmplia per abastar descobriments futurs».
No obstant això, i malgrat els esforços de Herschel, durant diverses dècades els astrònoms van continuar emmarcant a aquests objectes dins dels planetes. Ceres va ser considerat planeta fins a la dècada de 1860, quan va passar a considerar-se asteroide, però aquesta classificació va perdurar fins al 2006, ja que en l'actualitat forma part dels denominats planetes nans al costat de Plutó i alguns altres més.

### Cinturó d'asteroides

Rotació completa de l'asteroide Vesta des de la sonda Dawn. Crèdit: NASA

En pocs anys, els astrònoms van descobrir dos nous objectes més, que casaven amb el concepte de Herschel. L'1 de setembre, Karl Harding va trobar Juno, i el 29 de març de 1807 Heinrich Olbers va descobrir Vesta. No obstant això, no es va descobrir un nou objecte d'aquesta naturalesa fins al 1845, amb la troballa d'Astrea per Karl Hencke el 8 de desembre d'aquest any. A partir de llavors, van començar a descobrir-se multitud d'aquests objectes a mesura que els telescopis s'anaven fent més potents, fins al punt que al començament de la dècada de 1850 ja se n'havien descobert més d'una desena, per la qual cosa el concepte de "asteroides" va ser gradualment substituint al de planetes per classificar a aquests objectes.
Amb el descobriment del planeta Neptú en 1846, la llei de Titus-Bode va començar a perdre força entre la comunitat d'astrònoms, ja que aquest planeta no la complia. De fet, actualment aquesta llei es pren per una mera casualitat sense cap justificació teòrica, encara que alguns treballs mostren que les lleis de Kepler podrien tenir certa correlació amb la llei de Titus-Bode.
La qüestió de la nomenclatura va començar a ser un problema per als astrònoms. Cada vegada que es descobria un d'aquests objectes, se li donava el nom d'algun déu mitològic i se'l designava amb un símbol per abreujar-lo, com ocorre amb els planetes. No obstant això, la multitud d'asteroides descoberts va provocar que aquests símbols fossin cada vegada més complexos, fins al punt que calia tenir certa habilitat artística per dibuixar-los. Per aquest motiu, finalment en 1867 es va acordar una nova nomenclatura per a aquests objectes, la qual consistia en el nom de l'asteroide precedit per un nombre entre parèntesis, i en ordre de descobriment: (1) Ceres, (2) Pal·les, (3) Juno, (4) Vesta, etcètera. Actualment se solen representar de la mateixa manera, incloent-hi o sostraient-hi els parèntesis.
El terme "cinturó d'asteroides" va començar a utilitzar-se al començament de la dècada de 1850, encara que s'ignora qui va ser el primer a fer-hi referència. L'any 1868 ja es coneixien un centenar d'asteroides, i en 1891 el descobriment de l'astrofotografia per Max Wolf va accelerar aquest ritme encara més. El 1923 el nombre d'asteroides sobrepassava els 1.000, en 1981 els 10.000, en 2000 els 100.000 i en 2010 el nombre d'asteroides ronda els 500.000.

## Origen

### Formació

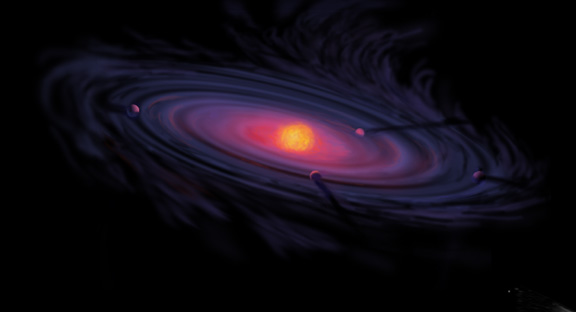
Representació artística d'un disc protoplanetari al voltant d'una estrella, similar al que va formar els planetes del sistema solar.

En 1802, poc després del descobriment de (2) Pal·les, Heinrich Olbers va suggerir a William Herschel que Ceres i (2) Pal·les podrien tractar-se de fragments d'un planeta molt més gros que en el passat podria haver orbitat en aquella regió entre Mart i Júpiter. Segons aquesta hipòtesi, el planeta es va descompondre fa milions d'anys a causa d'una explosió interna o a impactes de cometes. No obstant això, la gran quantitat d'energia que hagués estat necessària perquè ocorregués aquest esdeveniment, en combinació amb l'escassa massa total del cinturó d'asteroides (només un 4% la massa de la Lluna), posen de manifest que aquesta hipòtesi no pot ser vàlida. A més, les diferències en composició química entre els asteroides del cinturó són molt difícils d'explicar en el cas que fossin originats al mateix planeta. Per tant, en l'actualitat la majoria de científics accepta que els asteroides mai van formar part d'un planeta.
En general, es creu que el sistema solar es va formar a partir d'una nebulosa primitiva, composta per gas i pols, que va col·lapsar sota influència gravitatòria formant un disc de material en rotació. Mentre que al centre, on es formaria el Sol, la densitat augmentava amb rapidesa, a les regions externes del disc es van formar grans sòlids de petita grandària que, amb el temps, van anar agrupant-se mitjançant processos d'acreció i col·lisió per formar els planetes.
Els planetesimals que es trobaven a la regió on actualment es troba el cinturó van ser pertorbats gravitatòriament per Júpiter. El planeta va provocar que una determinada part dels planetesimals adquirís excentricitats i inclinacions molt elevades, accelerant-se a altes velocitats, la qual cosa va causar que col·lidissin entre ells i, per tant, en comptes d'agrupar-se per formar un planeta es van disgregar en multitud de residus rocosos: els asteroides. Una gran part van ser expulsats fora del sistema solar, sobrevivint només en menys de l'1% dels asteroides inicials.

### Evolució
Des de la seva formació en la nebulosa primitiva que va donar origen al sistema solar, els asteroides han sofert diversos canvis. Entre aquests es troben la calor interna durant els primers milions d'anys, la fosa de la seva superfície a causa d'impactes, l'erosió espacial a causa de la radiació i el vent solar, i el bombardeig de micrometeorits. Alguns científics es refereixen als asteroides com els planetesimals residuals, mentre que d'altres els consideren diferents a causa d'aquests processos.
Es creu que el cinturó d'asteroides actual conté solament una fracció de la massa del cinturó primitiu. Les simulacions per ordinador suggereixen que el cinturó d'asteroides original podria haver contingut una massa equiparable a la de la Terra. Principalment a causa de pertorbacions gravitatòries, la majoria del material va ser expel·lit del cinturó durant els primers milions d'anys de formació, deixant solament un 0,1% de la massa original. Es creu que parteix del material expulsat podria trobar-se en el núvol d'Oort, en els confins del sistema solar. Des de la seva formació, la grandària típica dels asteroides ha romàs relativament estable; no hi ha hagut augments o disminucions significatives.
La ressonància orbital 4:1 amb Júpiter, situada entorn de 2,06 ua del Sol, pot considerar-se el límit interior del cinturó principal. Les pertorbacions causades per Júpiter van enviar els asteroides que allí es trobaven cap a òrbites inestables, creant una zona deserta a aquesta distància. La majoria dels cossos que es trobaven a menor distància van ser llançats cap a Mart (que el seu afeli és d'1,67 ua) o expulsats per pertorbacions gravitacionals en els primers episodis de la formació del sistema solar. Els asteroides que formen la família d'Hungaria es troben més propers al Sol que la zona esmentada anteriorment, però posseeixen òrbites estables a causa de la seva elevada inclinació orbital.
Quan el cinturó d'asteroides encara estava en formació, a una distància de 2,7 ua del Sol es trobava la línia de separació de temperatures del punt de condensació de l'aigua. Als planetesimals que es trobaven a una distància major els va ser possible acumular gel. En 2006 es va postular que una població de cometes situats més enllà del límit d'aquesta separació va poder haver contribuït a la formació dels oceans de la Terra.

## Característiques
Tècnicament, només pertanyen al cinturó principal els asteroides amb semieixos majors entre les 2,06 i les 3,27 ua, excentricitats de menys de 0,33 i inclinacions per sota dels 20º. És aquí on hi ha la màxima concentració d'aquests cossos. La distribució d'asteroides en el cinturó no és uniforme i hi ha zones, anomenades buits de Kirkwood, on pràcticament no hi ha asteroides. Aquestes zones estan "buides" perquè les ressonàncies orbitals de Júpiter impedeixen que els asteroides puguin tenir òrbites estables. El cinturó d'asteroides es troba entre les ressonàncies 1:4 i 2:1.
Actualment s'han descobert prop de 293.000 asteroides en el cinturó principal, dels quals uns 116.000 (un 40%) estan numerats. La resta tenen una designació provisional i és probable que alguns siguin el mateix asteroide que s'ha descobert més d'una vegada. Això representa prop d'un 98,2% del total d'asteroides coneguts i un 97,8% del total de planetes menors descoberts. Dins del cinturó, també s'han descobert 32 satèl·lits asteroidals, dels quals 5 estan numerats.
A pesar del que podria semblar pel gran nombre d'asteroides descoberts, el cinturó d'asteroides està gairebé buit. Els asteroides es troben escampats sobre un volum enorme que fa que sigui altament improbable topar-se amb un asteroide si no és que ens hi dirigim intencionadament. La massa total estimada del cinturó d'asteroides és de 2,3·1021 kg, el que és igual a només 0,031 vegades la massa de la Lluna. I d'aquesta massa total, una tercera part ja se l'emporta Ceres.
L'elevada població crea un ambient molt actiu, on col·lisions entre asteroides tenen lloc molt sovint (en termes astronòmics). Una col·lisió pot fragmentar un asteroide en nombrosos fragments (conduint a la formació d'una nova família d'asteroides), o pot unir a dos asteroides si té lloc a velocitats relativament baixes. Després de 5 mil milions d'anys, la població actual del cinturó s'assembla poc a la població original.
Contràriament al que se sol pensar, el cinturó d'asteroides està en la seva major part buit. Els asteroides estan disseminats en un volum tan gran que seria molt difícil travessar el cinturó i trobar-se amb un d'ells sense pretendre-ho. No obstant això, i encara que actualment es coneixen centenars de milers d'aquests cossos celestes, es calcula que el cinturó alberga diversos milions d'asteroides.

### Grandàries

Grandària dels deu primers asteroides, en ordre de descobriment, en comparació de la Lluna. Els objectes són: Ceres, 2 Pal·les, 3 Juno, 4 Vesta, 5 Astrea, 6 Hebe, 7 Iris, 8 Flora, 9 Metis i 10 Higiea

La massa total del cinturó d'asteroides s'estima entre 3,0×1021 i 3,6×1021 kg, la qual cosa suposa solament un 4% de la massa de la Lluna o, cosa que és el mateix, un 0,06% de la massa terrestre. Els objectes celestes més grossos del cinturó són, per tant, molt menors i menys massius que la Lluna. Els quatre cossos principals sumen la meitat de la massa total del cinturó, i Ceres, el més gros d'ells, representa un terç de la massa total. Ceres posseeix un radi d'uns 475 km, que equival a un terç del radi lunar, i una massa de 1021 kg, que representa solament un 1,3% de la massa de la Lluna. El segon objecte més gros del cinturó, (4) Vesta, té la meitat de la grandària de Ceres. Es coneixen al voltant de 1.000 asteroides el radi dels quals és major que 15 km, i s'estima que el cinturó podria albergar prop de mig milió d'asteroides amb radis majors a 1,6 km.
Les grandàries dels asteroides poden determinar-se de diverses maneres, sabent la seva distància. Un dels mètodes és observant el seu trànsit aparent davant d'una estrella, que succeeix a causa de la rotació terrestre. Quan això ocorre, l'estrella és ocultada darrere de l'asteroide, i mesurant el temps que es perllonga aquesta ocultació és possible trobar el diàmetre de l'asteroide. Amb aquest mètode s'ha determinat amb bona precisió les grandàries dels asteroides més grossos del cinturó, com Ceres o (2) Pal·les.
Un altre mètode per estimar les seves grandàries és mesurar la seva lluentor aparent. Com més gros sigui un asteroide, més llum solar reflectirà a causa de la seva major superfície. No obstant això, la lluentor aparent també depèn de l'albedo característica de l'asteroide, i aquest ve determinat per la seva composició. A manera d'exemple, (4) Vesta apareix una mica més brillant en el cel que Ceres, ja que l'albedo del primer és quatre vegades superior. No obstant això, l'albedo dels asteroides pot determinar-se, ja que com menor albedo posseeix un cos, més radiació absorbeix i, per tant, més s'escalfa; aquesta calor emet radiació en l'infraroig, i comparant la radiació infraroja i la visible que arriba a superfície terrestre pot determinar-se l'albedo i, per tant, calcular la seva grandària. Amb aquest mètode es pot fins i tot esbrinar les irregularitats que presenta un determinat asteroide en el cas que es trobi en rotació. En aquest cas, les irregularitats fan que la superfície que s'observa canviï, modificant també la seva lluentor aparent de forma periòdica.

### Composició
La majoria dels asteroides del cinturó es troben classificats, segons la seva composició, en tres categories: asteroides carbonats o tipus-C, asteroides de silicats o tipus-S, i asteroides metàl·lics o tipus-M. Existeixen altres tipus d'asteroides, però la seva població és molt escassa.
Existeix una correlació important entre la composició dels asteroides i la seva distància al Sol. Els asteroides més propers solen ser rocosos, composts per silicats i exempts d'aigua, mentre que els més allunyats són en la seva majoria carbonats, composts per minerals argilencs i amb presència d'aigua. Per tant, els asteroides més allunyats són també els més foscos, i els més propers reflecteixen major quantitat de radiació. Es creu que aquest fet és conseqüència de les característiques de la nebulosa primitiva que va donar origen al sistema solar. A les regions més allunyades la temperatura era molt menor i, per tant, l'aigua es podia condensar en els asteroides; tot el contrari que a les regions interiors, on en tenir major temperatura l'aigua probablement es vaporitzaria.
Els asteroides tipus-C o carbonats són els més abundants en el cinturó, ja que componen el 75% del total. Reflecteixen molt poca llum (albedo entre 0,03 i 0,09) i, per tant, són molt foscos, i solen presentar un to lleugerament blavós. Aquests asteroides absorbeixen bastant la radiació infraroja a causa de la presència d'aigua retinguda en la seva estructura. En general es troben a les regions exteriors del cinturó. L'asteroide de major grandària que pertany inequívocament al tipus-C és (10) Higiea.

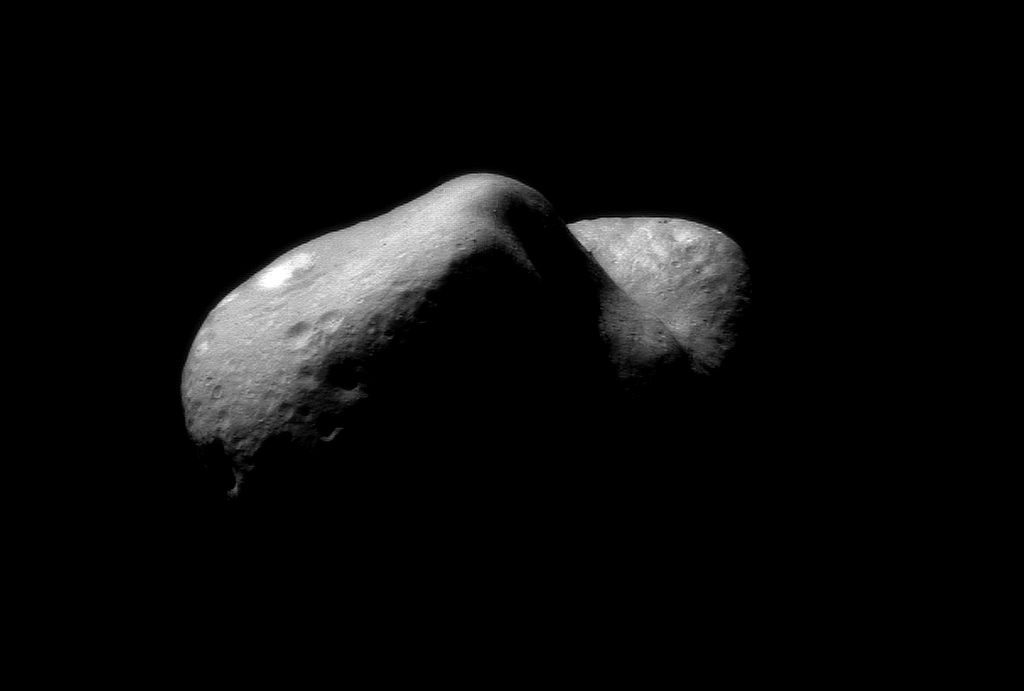
(433 Eros), asteroide de tipus-S, compost per silicats.

Els asteroides tipus-S, composts per silicats, representen entorn del 15% del total. Estan situats en la part del cinturó més propera al Sol. Exhibeixen un color lleugerament vermellós i tenen una albedo relativament elevada (entre 0,10 i 0,22). (3) Juno constitueix un bon exemple d'aquest tipus.
Els asteroides tipus-M, o metàl·lics, posseeixen quantitats importants de ferro i níquel. Representen un 10% del total d'asteroides, i posseeixen una albedo similar als de tipus-S (0,10 - 0,18). Aquests objectes poden ser els nuclis metàl·lics d'objectes anteriors de major grandària, els quals van acabar fragmentant-se a causa de col·lisions. Estan situats a la meitat del cinturó d'asteroides, al voltant de 2,7 ua del Sol. Encara que no és comú, s'han registrat asteroides, com és el cas de (22) Cal·líope, que presenten densitats molt baixes per ser de tipus-M, la qual cosa implica que no estan composts principalment per metalls i presenten altes porositats. Dins d'aquest tipus s'engloben asteroides que no s'ajusten als tipus C i S, ja que no tots els asteroides tipus-M estan composts per materials similars ni tenen la mateixa albedo.
Una de les incògnites del cinturó d'asteroides és la relativa escassetat d'asteroides basàltics, o de tipus-V. Les teories de formació d'asteroides prediuen que els objectes de la grandària de (4) Vesta o majors haurien de formar escorça i mantell, els quals estarien composts principalment per roca basàltica. Les proves mostren, no obstant això, que no s'observa el 99% del material basàltic predit. Fins a l'any 2001 es creia que la major part dels objectes basàltics descoberts en el cinturó s'havien originat a partir de (4) Vesta. No obstant això, el descobriment de (1459) Magnya va revelar una composició química diferent dels asteroides basàltics coneguts anteriorment, la qual cosa suggereix que es va originar de forma diferent. Aquesta hipòtesi es va reforçar amb el descobriment en el 2007 de dos asteroides a la regió exterior del cinturó. Es tracta de (7472) Kumakiri i (10537) 1991 RY16, els quals presenten composicions basàltiques diferents. Aquests dos asteroides són els únics de tipus-V descoberts fins al 2009 a la regió exterior del cinturó.
| Tipus | Composició                | Població | Subclasses |                     |
| ----- | ------------------------- | -------- | ---------- | ------------------- |
| C     | Condrita carbonada        | 75%      | I          | Acondrita enstàtica |
|       |                           |          | O          | Acondrita basàltica |
| R     | Condrita ordinària        |          |            |                     |
| S     | Silicats                  | 15%      |            |                     |
| M     | Metàl·lics (Níquel-Ferro) | 10%      |            |                     |

## Òrbites

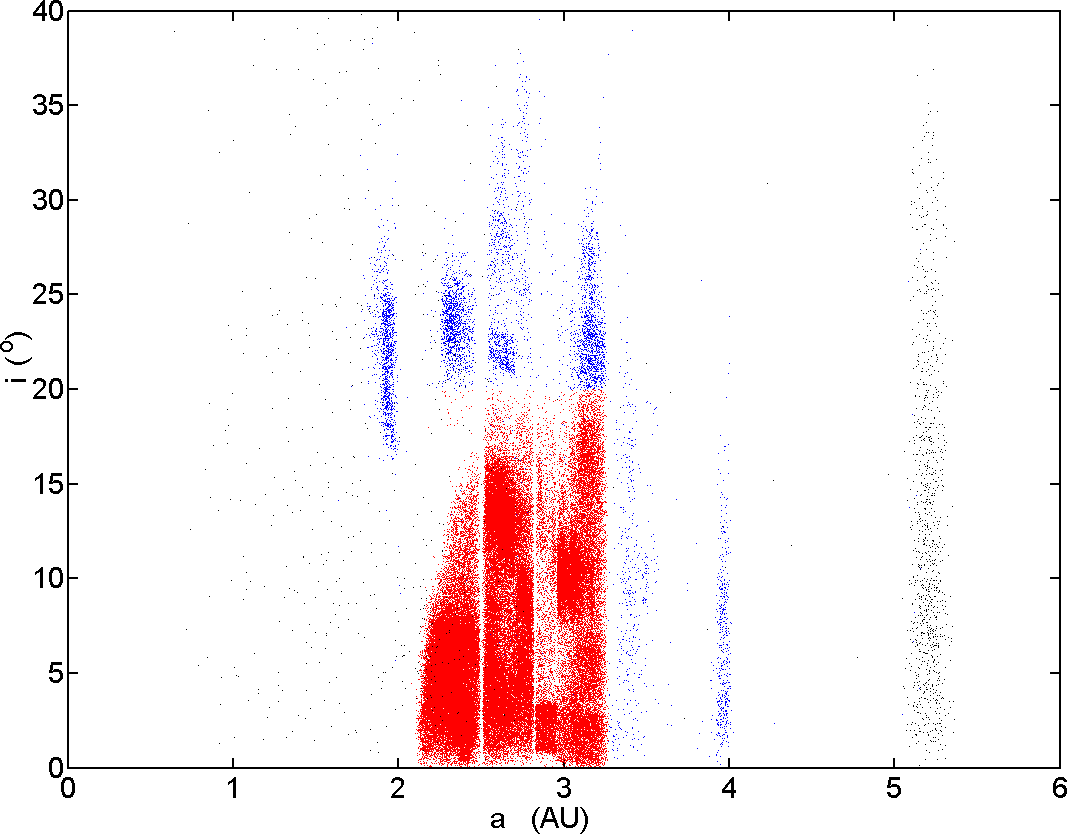
Representació de l'excentricitat dels asteroides respecte de la seva distància al Sol. Els punts vermells i blaus formen el cinturó principal. Pot observar-se que l'excentricitat mitjana se situa al voltant de 0,15.

Els asteroides orbiten en el mateix sentit que els planetes, amb períodes orbitals des de 3,5 fins a 6 anys, generalment. L'excentricitat mitjana dels asteroides se situa sobre 0,15, encara que alguns com (1862) Apol·lo i (944) Hidalgo posseeixen excentricitats molt elevades (entorn de 0,6). Uns pocs asteroides posseeixen inclinacions orbitals superiors a 25°, com l'asteroide (945) Barcelona, descobert per Josep Comas i Solà el 1921, la inclinació del qual és de 32,8°. L'asteroide amb l'òrbita més inclinada és (1580) Betulia, amb 52°.

### Buits de Kirkwood

Distribució de les distàncies de les òrbites dels asteroides, on es poden observar els diferents buits de Kirkwood per a les diferents ressonàncies.

En representar en una gràfica la distància dels asteroides al Sol, poden observar-se regions buides on no n'hi ha cap. Aquests buits coincideixen amb les òrbites on existeix ressonància orbital amb Júpiter, és a dir, on el període de l'òrbita està relacionat mitjançant una fracció simple amb el període de Júpiter. Per exemple, qualsevol asteroide situat a una distància de 3,28 ua, tindria una ressonància 2:1 amb Júpiter; quan l'asteroide completa dues voltes al voltant del Sol, Júpiter completa una. Altres ressonàncies importants són les corresponents a 3:1, 5:2 i 7:3, a unes distàncies de 2,5 ua, 2,82 ua i 2,96 ua, respectivament. També existeixen altres ressonàncies secundàries, que no es troben buides sinó que el nombre d'asteroides és menor, com la ressonància 8:3 (semieix major de 2,71 ua). El cinturó principal es pot dividir llavors en tres zones diferenciades separades per aquests buits: Zona I (2,06-2,5 ua), Zona II (2,5-2,82 ua) i Zona III (2,82-3,28 ua).
Aquests buits reben el nom del seu descobridor, Daniel Kirkwood, que els va descobrir l'any 1886. Qualsevol asteroide situat en aquestes posicions seria accelerat per Júpiter i la seva òrbita s'allargaria (augmenta l'excentricitat), per la qual cosa el periheli de la seva òrbita podria apropar-se a l'òrbita d'algun planeta i col·lidir-hi o amb el Sol, o ser expulsat fora del sistema solar. Al contrari que succeeix amb els buits en els anells de Saturn, els buits de Kirkwood no poden ser observats directament, ja que els asteroides posseeixen excentricitats molt variades i, per tant, estan contínuament creuant a través d'ells.
Des de la formació del sistema solar, els planetes han sofert variacions en la seva òrbita, i en concret han anat modificant lentament la seva distància al Sol. La modificació de l'òrbita de Júpiter i, per tant, l'alteració amb el temps de la posició dels buits de Kirkwood, podria explicar l'escàs nombre d'asteroides que alberguen determinades regions del cinturó.

### Canvis en les òrbites
Encara que les ressonàncies orbitals dels planetes són la manera més efectiva de modificar les òrbites dels asteroides, existeixen altres mitjans pels quals això succeeix. Algunes proves, com el nombre de NEAs o meteorits prop de la Terra, suggereixen que les ressonàncies no són capaces per si soles de produir-les.
En un primer moment es va postular que les col·lisions aleatòries entre asteroides podrien provocar que caiguessin dins dels buits de Kirkwood i, per tant, ser expulsats per les pertorbacions dels planetes. No obstant això, els models computacionals han mostrat que els efectes que això produeix es troben diversos ordres de magnitud per sota de l'observat. Per tant, han de ser més importants altres efectes.

Esquema de l'Efecte Iarkovski, mostrant l'asimetria de l'emissió de radiació infraroja en un asteroide.

I. O. Iarkovski va proposar a finals del segle xix que la llum solar podria provocar alteracions en les òrbites dels asteroides. Aquest efecte es coneix com a efecte Iarkovski, i és possible a causa que la llum transporta moment lineal. La llum solar directa que arriba a l'asteroide no modifica la seva òrbita, ja que la llum li arriba en la mateixa direcció que la força d'atracció gravitatòria del Sol, i a efectes pràctics és com si estigués sent atret per un objecte lleugerament menys massiu que el Sol. La idea clau de Iarkovski és que un asteroide posseeix temperatures diferents en la seva superfície segons la seva orientació al Sol. Els cossos emeten radiació infraroja, tant major quant a més temperatura es trobin, i aquests fotons emesos li imprimeixen a l'asteroide una quantitat de moviment en sentit contrari de cap a on van ser radiats. D'aquesta manera, hi haurà una emissió asimètrica de fotons i l'asteroide es mourà. Aquest efecte és major si existeixen diferències de temperatura entre l'afeli i el periheli de l'asteroide. Mitjançant l'efecte Iarkovsky es poden determinar les seves densitats, i es poden explicar determinades característiques orbitals i morfològiques que posseeixen algunes famílies d'asteroides.
Alguns científics van desenvolupar una variació dels treballs de Iarkovsky, denominada efecte YORP. Aquest efecte prediu canvis en les rotacions i velocitats dels asteroides a causa de l'efecte Iarkovsky, i fins ara les observacions fetes concorden plenament amb les prediccions.

## Objectes principals

### Ceres

Composició interna de Ceres, de tipus-C (carbonat). Pot observar-se la capa de gel en el seu interior.

Ceres és el cos celeste més gros del cinturó, i l'únic classificat com a planeta nan, des de la redefinició de planeta de 2006. Aquesta classificació es deu al fet que la seva gravetat l'ha modelat amb una forma gairebé esfèrica (amb un diàmetre de 940 km aprox.) i, per tant, es diu que posseeix equilibri hidroestàtic. Amb anterioritat al 2006 era considerat l'asteroide més gros, però en l'actualitat és el planeta nan més petit, ja que els altres objectes que comparteixen aquesta mateixa classificació, com Plutó o Eris, són majors.
La seva magnitud absoluta és de 3,32, major que la de qualsevol altre cos del cinturó. No obstant això, no deixa de ser un cos molt fosc, ja que la seva albedo és de només un 5%. La seva estructura interna està formada per un nucli compost de silicats i una capa d'aigua en forma de gel envoltada per una fina escorça. Una part molt petita del gel es converteix en vapor d'aigua a causa de la radiació solar, la qual cosa li confereix una tènue atmosfera. La seva massa és gairebé un terç de la del total del cinturó. Orbita a una distància d'entre 2,5 i 3 ua, i la seva excentricitat és de només 0,08, per la qual cosa la seva òrbita és bastant circular.

### Vesta
(4) Vesta, descobert per Olbers en 1807, és el segon asteroide de major massa, el tercer en grandària, i el més brillant de tots. Això és a causa que posseeix una albedo del 42%, major fins i tot que l'albedo de la Terra (37%). Constitueix el 9% de la massa total del cinturó, i el seu diàmetre mitjà és de 530 km. Orbita a una distància del Sol molt similar a la de Ceres. Vesta posseeix un nucli metàl·lic bastant dens (de ferro i níquel), un mantell compost d'olivina, i una escorça molt fina d'amb prou feines uns quilòmetres de grossor.

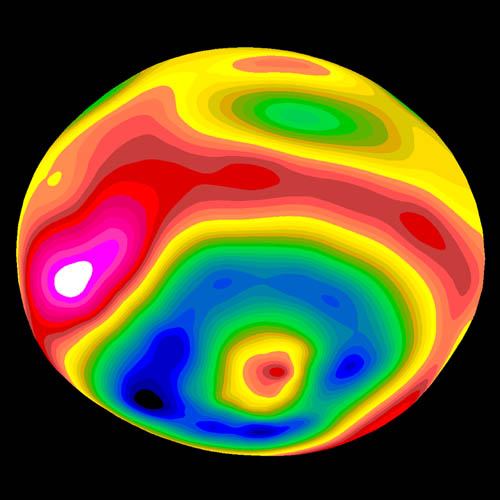
Imatge de l'elevació en la superfície de (4) Vesta, on pot observar-se l'enorme cràter de la col·lisió que va formar els fragments de la família Vesta.

Vesta va rebre l'impacte d'un altre asteroide, deixant un enorme cràter sobre la seva superfície i enviant al cinturó multitud de fragments corresponents a l'1% de la massa de l'asteroide. D'aquesta manera es va formar la família Vesta, de tipus-V (basàltics), però actualment només una petita part d'aquests fragments continua orbitant el cinturó, ja que es creu que la resta va ser dissipada en aconseguir la ressonància 3:1 amb Júpiter, en un dels buits de Kirkwood. Alguns meteorits caiguts sobre la Terra tenen el seu origen en aquesta col·lisió.

### Pal·les
(2) Pal·les és el segon objecte de major grandària del cinturó, encara que (4) Vesta és més massiu. Representa un 7% de la massa del cinturó i la seva albedo és del 12%, ja que és de tipus-C. Posseeix l'òrbita més excèntrica dels quatre, amb un valor de 0,23, la qual cosa fa que la seva distància més propera al Sol (2,1 ua) disti molt de la més allunyada (3,4 ua). També la seva inclinació orbital és superior, amb 34° (les dels altres tres són menors que 10°). Es creu que un impacte sobre la seva superfície va formar la família Pal·les, encara que el nombre de membres és escàs.
En 1803, un any després del seu descobriment i a causa de la seva repercussió, William Hyde Wollaston va batejar a un nou element amb el nom de pal·ladi.

### Higiea
(10) Higiea és el quart major objecte del cinturó d'asteroides, amb un diàmetre mitjà de 431 km, encara que presenta una forma bastant allargada, i constitueix un 3% de la massa total del cinturó. Va ser descobert per Annibale de Gasparis en 1849. Quant a la seva composició, és un asteroide carbonat (tipus-C) amb una albedo del 7%. És el membre principal de la família homònima a la qual dona nom. Es tracta, dels quatre, de l'asteroide més extern, que el seu afeli aconsegueix les 3,5 ua, i triga 5,5 anys a completar la seva òrbita.

### Juno
(3) Juno, va ser el tercer asteroide a ser descobert i és un dels més grossos del cinturó principal d'asteroides, sent el segon més pesat dins dels de tipus S. Va ser descobert l'1 de setembre de 1804 per l'astrònom alemany Karl Ludwig Harding i batejat amb aquest nom en honor de la deessa Juno. Al principi va ser considerat un planeta, com Ceres, Pal·les, i Vesta. Va ser classificat de nou com a asteroide, juntament amb els altres tres, quan molts asteroides més van ser descoberts. La petita grandària de Juno i la seva forma irregular el van excloure d'haver estat considerat planeta nan conforme a la classificació de la UAI (hi ha el 0,1 de probabilitat que torni a ser un candidat a ser un planeta nan).

## Localització
Encara que la major part dels asteroides es troben en el cinturó principal, també existeixen altres grups d'asteroides. Es poden diferenciar tres regions d'asteroides, segons la seva distància al Sol:
- Cinturó principal: està situat entre 2,06 i 3,65[55] ua, en una regió entre Mart i Júpiter. Al seu torn poden classificar-se famílies d'asteroides, com Hungaria, Hilda, Eos, Temis, Cibeles, Koronis, entre d'altres.
- Asteroides propers a la Terra (o NEAs, de l'anglès Near-Earth Asteroids): són asteroides molt propers a l'òrbita terrestre, situats a menys d'1,3 ua del Sol. Es poden subdividir en tres grups:
  - Asteroides Aton: posseeixen semieixos majors menors que 1 ua, i afelis majors que 0,983 ua.
  - Asteroides Apol·lo: posseeixen semieixos majors més distants que 1 ua, i perihelis menors que 1,017 ua.
  - Asteroides Amor: posseeixen perihelis entre 1,017 ua i 1,3 ua. L'asteroide 1036 Ganymed és el NEA descobert de major grandària.
- Troians: estan situats prop dels punts de Lagrange de Júpiter (situats a 60° de la línia que uneix el Sol i Júpiter). Se'n coneixen al voltant de 4.000.[56] A vegades també es classifiquen dins d'aquest grup alguns asteroides situats en els punts de Lagrange de Neptú o Mart, com és el cas de (5261) Eureka. Reben aquest nom a causa del primer asteroide d'aquest grup descobert, (588) Aquil·les, heroi de la Guerra de Troia.[57]

### Famílies d'asteroides

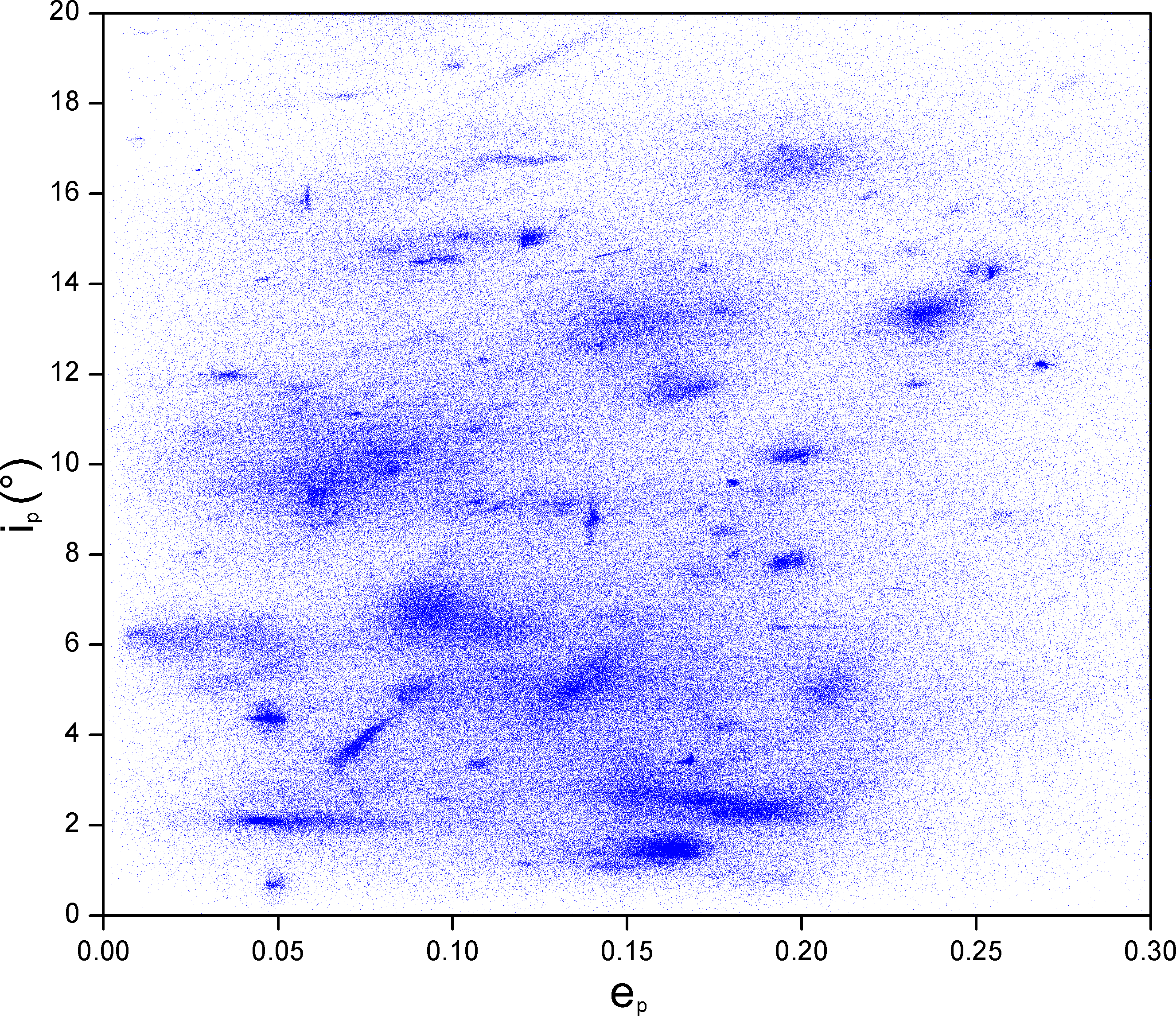
Gràfic que representa la inclinació orbital respecte de l'excentricitat. Poden observar-se regions on existeix una major acumulació d'asteroides; es tracta de les anomenades famílies.

Quan el nombre d'asteroides descoberts va començar a ser elevat, els astrònoms van observar que alguns d'ells compartien certes característiques, com l'excentricitat o la inclinació orbital. Així va ser com el japonès Kiyotsugu Hirayama va proposar en 1918 l'existència de cinc famílies d'asteroides, llista que amb el pas del temps s'ha anat dilatant.
Aproximadament un terç dels asteroides del cinturó forma part d'una família. Les famílies posseeixen elements orbitals i espectres similars, la qual cosa indica que tenen el seu origen en la fragmentació d'un objecte més gros. Existeixen 20-30 associacions que amb certesa poden considerar-se famílies d'asteroides, encara que hi ha moltes altres la denominació de les quals de família no està tan clara. Les associacions amb menys membres que les famílies es denominen cúmuls d'asteroides.
Algunes de les famílies més importants són (en ordre de distància): Flora, Eunoma, Koronis, Eos i Temis. La família Flora, una de les més nombroses, podria tenir el seu origen en una col·lisió esdevinguda fa menys de mil milions d'anys. L'asteroide més gros que forma part d'una família és (4) Vesta. Es creu que la família Vesta es va originar a causa d'una col·lisió soferta sobre la seva superfície. Com a resultat de la mateixa col·lisió també es van formar els anomenats meteorits HED.
S'han trobat tres bandes de pols dins del cinturó principal. És possible que estiguin associades a les famílies Eos, Koronis i Temis, a causa que les seves òrbites són similars a les d'aquestes bandes.

#### Perifèria
Vorejant el límit interior del cinturó d'asteroides es troba la família d'asteroides Hungaria, entre 1,78 i 2,0 ua, i amb semieixos majors entorn d'1,9 ua. L'asteroide que dona nom a aquesta família composta per 52 asteroides coneguts és (434) Hungaria. Aquesta agrupació d'asteroides es troba separada del cinturó principal pel buit de Kirkwood corresponent a la ressonància 4:1, i els seus membres posseeixen inclinacions molt elevades. Alguns creuen l'òrbita de Mart, les pertorbacions gravitacionals del qual són probablement la causa més notable en la reducció de la població d'aquest grup.
Un altre grup d'asteroides amb òrbites inclinades en la part interior del cinturó és la família Focea. La gran majoria dels seus membres són de tipus-S, a diferència de la família Hungaria posseeix alguns de tipus-I (amb superfícies d'enstatita). La família Focea orbita entre 2,25 ua i 2,5 ua del Sol.
En el límit exterior del cinturó es troba la família Cibeles, orbitant entre 3,3 i 3,5 ua, en la ressonància 7:4 amb Júpiter. La família Hilda orbita entre 3,5 i 4,2 ua, amb òrbites bastant circulars i estables en la ressonància 3:2 de Júpiter. Més enllà de 4,2 ua es troben molt pocs asteroides, fins a l'òrbita de Júpiter (5,2 ua), on es troben els asteroides troians. Els troians poden dividir-se en dos grups, segons el punt de Lagrange de Júpiter que ocupin: els que es troben en el punt L₄ i els que se situen en el costat contrari L₅. Es desconeix la raó que el punt L₄ es trobi molt més poblat.

#### Noves famílies
Algunes famílies s'han format recentment, en temps astronòmics. El cúmul Karin es va formar fa 5,8 milions d'anys com a conseqüència d'una col·lisió soferta per un asteroide de 16 km de radi. La família Veritas es va formar fa 8,7 milions d'anys; entre les proves s'inclou pols interplanetària recollida dels sediments oceànics.
Molt més recent és el cúmul Datura que es va formar fa 450 mil anys a partir d'un asteroide del cinturó principal. L'estimació de la seva antiguitat està basada en la probabilitat estadística que els seus membres tinguin les òrbites actuals, i no en proves físiques sòlides. Es creu que el cúmul Datura podria haver estat una font de pols i material zodiacal. Altres formacions recents, com el cúmul Iannini (fa prop de 5 milions d'anys) o el cúmul Seinäjoki, també podrien haver contribuït a la formació d'aquesta pols.

## Col·lisions

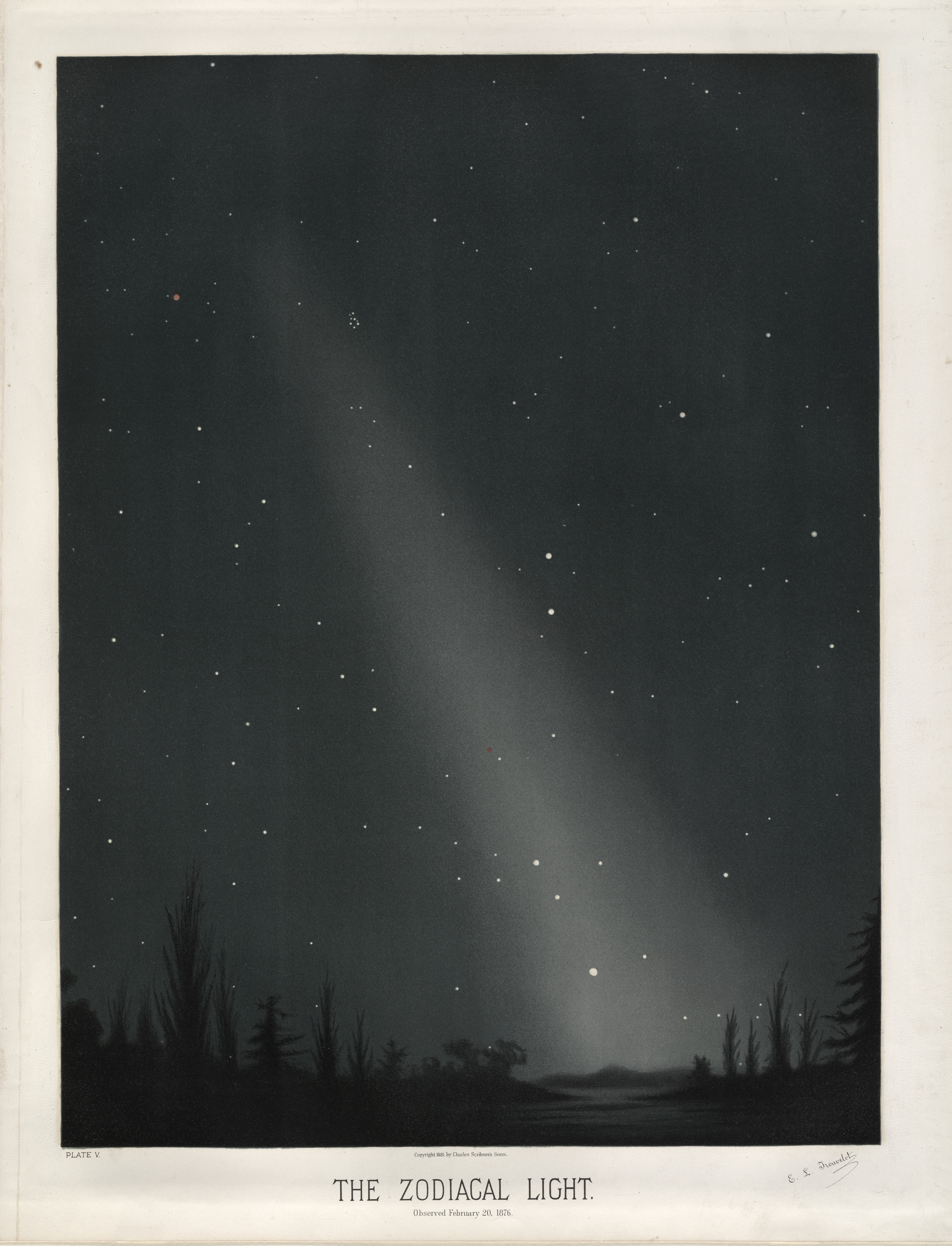
Llum zodiacal, creada en part per pols originada en col·lisions entre asteroides.

A causa de l'elevada població del cinturó principal les col·lisions entre asteroides succeeixen de manera freqüent, en escales de temps astronòmiques. S'estima que cada 10 milions d'anys es produeix una col·lisió entre asteroides els radis dels quals excedeixen dels 10 km. Les col·lisions a vegades provoquen la fragmentació de l'asteroide en objectes més petits, formant una nova família d'asteroides. També pot ocórrer que dos asteroides col·lideixin a velocitats molt baixes, en aquest cas queden units. A causa d'aquests processos de col·lisió, els objectes que van formar el cinturó d'asteroides primitiu amb prou feines guarden relació amb els actuals.

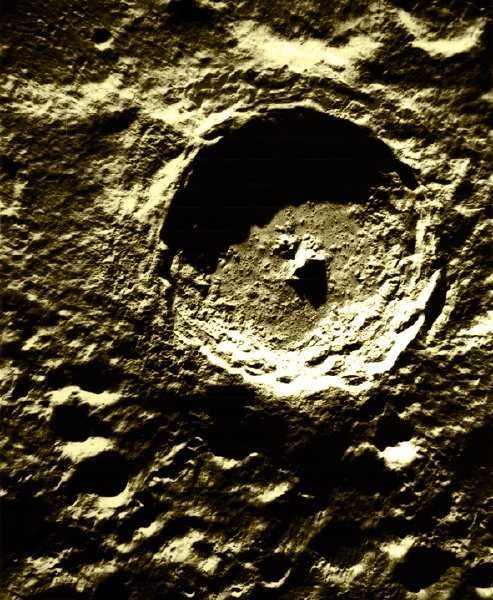
Tycho, un cràter lunar originat per un meteorit del cinturó d'asteroides.

A més d'asteroides, el cinturó també conté bandes de pols formades de partícules amb radis d'uns pocs centenars de micròmetres. Aquest material es produeix, almenys en part, per col·lisions entre asteroides, i per l'impacte de micrometeorits en els asteroides. A més, l'efecte Poynting-Robertson provoca que a causa de la radiació solar aquesta pols giri lentament en espiral cap al Sol.
La combinació d'aquesta pols amb el material expulsat dels cometes produeix la llum zodiacal. La lluentor que produeix, encara que feble, pot observar-se a la nit en direcció cap al Sol al llarg de l'eclíptica. Les partícules que produeixen la llum zodiacal visible presenten de mitjana radis de 40 micròmetres. El temps de vida característic d'aquestes partícules és de l'ordre de 700.000 anys. Per tant, per mantenir les bandes de pols han de crear-se noves partícules a un ritme constant en el cinturó d'asteroides.

### Meteorits
Les restes que s'originen en les col·lisions poden formar meteoroides que finalment arribin a l'atmosfera terrestre. Un percentatge major que el 99,8% dels 30.000 meteorits trobats fins avui a la Terra es creu que s'ha originat en el cinturó d'asteroides. Al setembre de 2007 es va publicar un estudi que suggeria que l'asteroide (298) Baptistina va sofrir una col·lisió que va provocar l'enviament d'una quantitat considerable de fragments a l'interior del sistema solar. Es creu que els impactes d'aquests fragments van crear els cràters Tycho i Chicxulub, situats en la Lluna i en Mèxic respectivament, i aquest últim va poder provocar l'extinció dels dinosaures fa 65 milions d'anys.

## Exploració

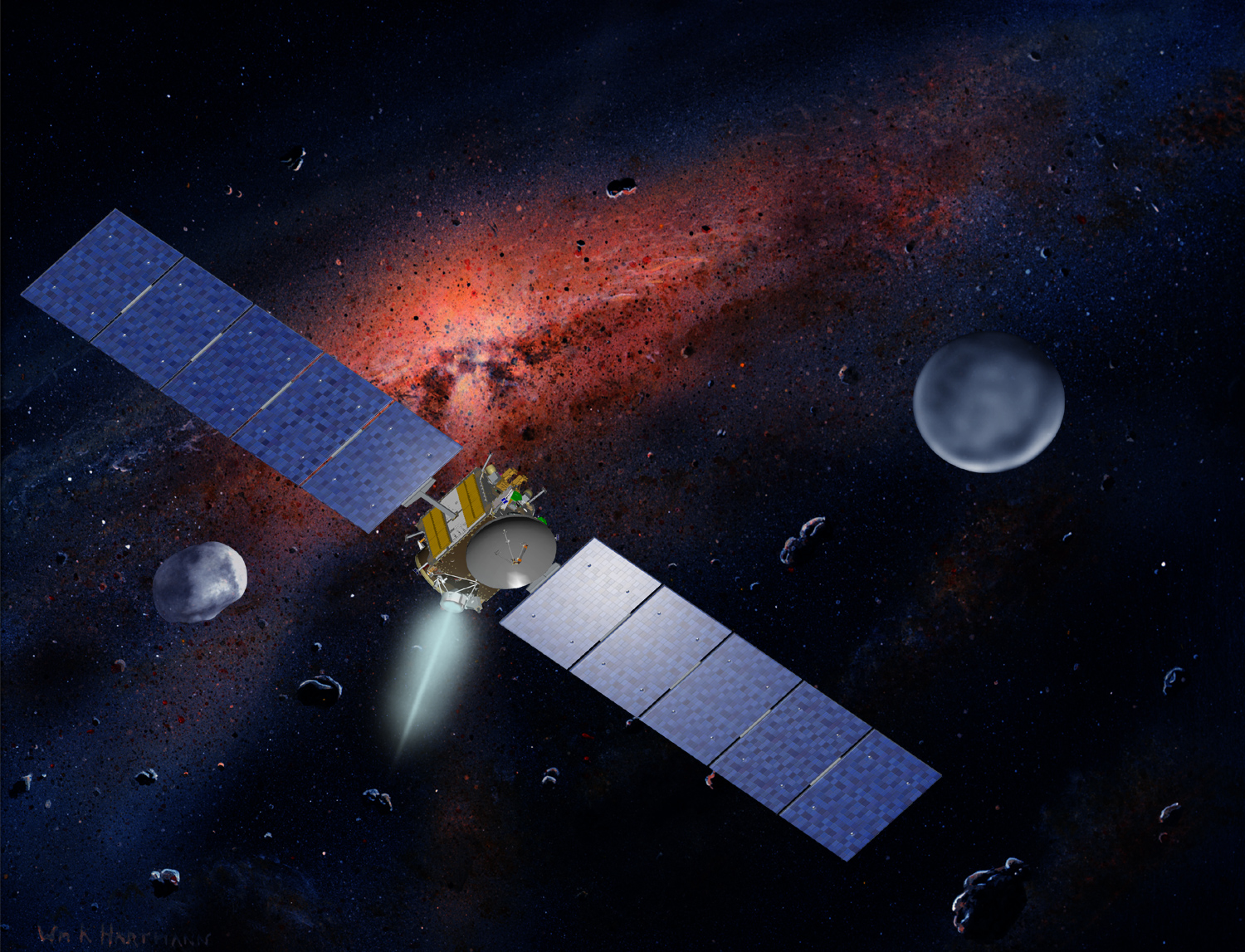
Representació artística de la nau espacial de la missió Dawn, amb Vesta a l'esquerra i Ceres a la dreta.

La primera nau espacial que va travessar el cinturó d'asteroides va ser la Pioneer 10, el 16 de juliol de 1972. Aleshores existia certa preocupació sobre si els restes que hi havia suposarien un perill per a la nau, però fins ara han travessat el cinturó sense incidents una desena de naus diferents. Les sondes Pioneer 11, Voyager 1 i 2 i Ulysses, van passar pel cinturó sense prendre imatges. La missió Galileu va prendre imatges de (951) Gaspra en 1991 i de (243) Ida (i el seu satèl·lit Dàctil) en 1993, NEAR Shoemaker de (253) Matilde en 1997 i (433) Eros en 2000, Cassini-Huygens de (2685) Masursky en 2000, Stardust de (5535) Annefrank en 2002 i New Horizons de (132524) APL en 2006.
La missió Hayabusa, que va retornar a la Terra al juny de 2010, va fotografiar i va aterrar sobre la superfície de (25143) Itokawa en 2005, durant dos mesos. La missió Dawn va ser llançada en 2007, el dia 18 de juliol de 2011 es va confirmar que la sonda va entrar en l'òrbita de Vesta, i s'espera que orbiti al voltant de Ceres en el 2015. Si la sonda continua sent operativa després d'examinar Ceres, una última missió permetria exploracions addicionals, possiblement un sobrevol de Pal·les. La missió WISE va ser llançada el 14 de desembre de 2009 i busca mitjançant detecció de radiació infraroja tots els asteroides el diàmetre dels quals sigui major a 3 km. El llançament d'una altra missió, OSIRIS-REx, està previst que tingui lloc en 2016, i portarà a la Terra mostres de material de la superfície d'un asteroide.
La majoria de les fotografies dels asteroides van ser preses durant el breu pas pel cinturó de les sondes espacials que es dirigien cap a altres objectius, a excepció del NEAR i de la sonda Hayabusa, que van explorar determinats asteroides propers (NEAs). Solament la missió Dawn té com a objectiu primari l'estudi d'objectes del cinturó principal d'asteroides, i si aquests es compleixen amb èxit, és possible que es desenvolupi una extensió de la missió que permeti exploracions addicionals.

### Font futura de recursos
Els asteroides són els cossos més accessibles del sistema solar. S'ha suggerit que en un futur el material dels asteroides propers a la Terra (NEAs) podria ser aprofitable. Els materials més importants econòmicament són l'aigua (la posseeixen els asteroides tipus-C, generalment en forma de gel) i diversos metalls, com ferro, níquel, cobalt o platí (asteroides tipus S i M). S'ha especulat amb els mètodes possibles per fer-ho i els costos econòmics implicats, i es creu que per cada tona de material terrestre utilitzat per a la construcció de naus podran obtenir-se fins a mil tones de material en els asteroides. Això abaratiria el cost dels materials en qüestió, i podrien utilitzar-se per a la construcció d'estructures necessàries en futures exploracions espacials.

## En la ficció i el cinema
Els cinturons d'asteroides han aparegut repetidament en les històries de ciència-ficció, tant en la literatura com en el cine. Generalment, els cinturons d'asteroides són sempre tan densos que les naus espacials que els travessen han de maniobrar amb destresa per tal d'esquivar els asteroides i evitar una col·lisió. Proto-planetes en procés de formació i anells planetaris potser siguin així però els cinturons d'asteroides no. En realitat, els asteroides es troben escampats sobre un volum enorme que fa que sigui altament improbable topar-se o fins i tot passar a prop d'un asteroide per casualitat. Per exemple, les nombroses sondes espacials enviades a la regió exterior del sistema solar han creuat el cinturó d'asteroides sense cap problema i en les missions en les quals es va preparar un encontre amb un asteroide es va haver de dirigir la nau acuradament per a l'encontre. Per contra, la pel·lícula 2001: una odissea de l'espai de Stanley Kubrick és inusual en aquest aspecte, ja que mostra un encontre realista amb una solitària parella d'asteroides.